# Viola papuana
Viola papuana är en violväxtart som beskrevs av Wilhelm Becker och Pulle. Viola papuana ingår i släktet violer, och familjen violväxter. Inga underarter finns listade i Catalogue of Life.